# 諾帕克特斯的阿革拉俄斯
阿革拉俄斯，他是埃托利亞同盟的領導人物，他首度出現在史書上是在前221年，當時他代表埃托利亞人與伊利里亞的領袖司凱爾狄萊達斯（Scerdilaidas）協商，討論有關建立盟國關係。
在同盟者戰爭尾聲那一年，阿革拉俄斯被舉為埃托利亞同盟的統帥，當埃托利亞同盟與馬其頓腓力五世在諾帕克特斯簽訂和約時，阿革拉俄斯發表了一場雄辯性的演說。雖然他對和約的貢獻和努力很快就被善變的鄉親責備。